# Rocce Fourioun
Rocce Fourioun (fr. Pointe de Marte) – szczyt w Alpach Kotyjskich, części Alp Zachodnich. Leży na granicy między Włochami (regionie Piemont) a Francją (region Prowansja-Alpy-Lazurowe Wybrzeże). Szczyt można zdobyć drogami ze schronisk Rifugio Vitale Giacoletti (2741 m), Rifugio Battaglione Alpini Monte Granero (2377 m) we Włoszech oraz Refuge du Viso (2460 m) we Francji.
Pierwszego wejścia dokonał topograf Królestwa Sardynii ok. 1850 r.